# 冯家沟战斗
冯家沟战斗，中国又称冯家沟伏击战。是中国抗日战争中中日双方的一场战斗。
1937年10月15日拂晓前中國共產黨領導的國民革命軍第十八集團軍（八路軍）第115师独立团在冯家沟设伏，上午日军第5师团运输大队100余辆马车和护送的步骑兵一部进入伏击圈，独立团发起进攻，1小时战斗即结束。独立团缴获大车120余辆、骡马400余匹、步枪70余支、炮弹和子弹60箱、食品余箱及其它军用物质一批。独立团于16日乘胜收复广灵县城